# Sale (Itàlia)
Sale (italià) o Sal (piemontès) és un municipi al territori de la província d'Alessandria, a la regió del Piemont (Itàlia). Limita amb els municipis d'Alessandria, Alluvioni Cambiò, Castelnuovo Scrivia, Guazzora, Isola Sant'Antonio, Piovera i Tortona. Pertanyen al municipi les frazioni de Gerbidi, Casoni i Molineri.